# Ljuta (u podnožju Treskavice)
Ljuta je naseljeno mjesto u općini Konjic, Federacija Bosne i Hercegovine, BiH.
Nalazi se u kanjonu rijeke Ljute (Dindolka), između planina Visočice i Treskavice.

## Povijest
Do potpisivanja Daytonskog mirovnog sporazuma bilo je u sastavu općine Kalinovik koja je ušla u sastav Republike Srpske.

## Stanovništvo

### 1991.
Nacionalni sastav stanovništva 1991. godine, bio je sljedeći:
ukupno: 169
- Muslimani – 166
- Jugoslaveni – 3

### 2013.
Nacionalni sastav stanovništva 2013. godine, bio je sljedeći:
ukupno: 8
- Bošnjaci – 8

## Vanjske poveznice
- Satelitska snimka  Arhivirana inačica izvorne stranice od 26. siječnja 2008. (Wayback Machine)